# Сторожинецкий лесной колледж
Сторожинецкий лесной колледж (укр. Сторожинецький лісовий коледж) — высшее учебное заведение в городе Сторожинец Черновицкой области Украины.

## История
Сторожинецкий лесной техникум был создан решением СНК СССР от 24 июля 1945 года, в соответствии с четвёртым планом восстановления и развития народного хозяйства СССР после окончания Великой Отечественной войны.
Преподаватели и учащиеся техникума принимали активное участие в общественной деятельности, благоустройстве и озеленении города. Кроме того, на балансе учебного заведения находился дендропарк с живым уголком (в котором обитали олени и косули).
В общей сложности, только в период с 1945 до 1968 года техникум подготовил свыше двух тысяч специалистов для лесного хозяйства, и ещё 650 человек обучались в нём в 1967/1968 учебном году. Техникум был известен за пределами СССР, он поддерживал связи с ботаническими садами в различных регионах СССР, а также Австрии, ГДР, Канады, Польши, США и Чехословакии, с которыми происходил обмен опытом, каталогами и образцами семян.
После провозглашения независимости Украины техникум был передан в ведение министерства лесного хозяйства Украины.
В марте 1995 года Верховная Рада Украины внесла техникум в перечень предприятий, учреждений и организаций, приватизация которых запрещена в связи с их общегосударственным значением.
13 октября 2004 года техникум был аккредитован как высшее учебное заведение I уровня аккредитации и 5 августа 2005 года — переименован в Сторожинецкий лесной колледж.

## Современное состояние
Колледж является высшим учебным заведением I—II уровней аккредитации, которое осуществляет подготовку младших специалистов по двум специальностям («Лесное хозяйство» и «Бухгалтерский учёт»). Студенты, обучающиеся по специальности «Лесное хозяйство» дополнительно получают квалификацию «лесоруб».
В составе колледжа — трёхэтажный учебный корпус, общежитие, автотракторный парк, спортивный комплекс, медпункт, дендропарк и лесопитомник.

## Дополнительная информация
- заложенный в 1912 году дендропарк является охраняемым памятником природы[3][6], в нём растёт до 1200 видов дерево-кустарниковой растительности.